# Teatro Amiatino
Il teatro Amiatino è il teatro comunale di Castel del Piano.
Nella seconda metà dell'Ottocento, nella parte alta del vecchio borgo venne realizzata una sala a pianta rettangolare con un palchettone e controsoffitto decorato a motivi floreali; prima dell'ultima guerra mondiale sulla facciata compariva il motto accademico "Ancor fra i geli rigoglioso cresce".
Fra gli anni trenta e quaranta la sala, che era prevalentemente usata da compagnie filodrammatiche locali, venne adibita a cinema. Del 1960-61 è una ristrutturazione dell'immobile che ha trasformato la sala, cancellato le decorazioni del soffitto, demolito il palcoscenico e sostituito il vecchio palchettone con una nuova galleria.
Nel 1984 il comune ha predisposto un progetto di recupero con lavori alla copertura, rifacimento del controsoffitto, del pavimento, degli infissi e dell'impiantistica. Conclusi i lavori nel 1995, il teatro ha di recente ripreso a funzionare regolarmente, dando spazio a tutte le realtà artistiche presenti sul territorio e ospitando rassegne di concerti e compagnie di prosa.
Assieme al teatro degli Unanimi di Arcidosso è inserito in un progetto per l'avvio e la messa a punto di comuni percorsi culturali, coordinati dall'Accademia Amiata.